# أزمة اللاجئين الفنزويليين
أزمة اللاجئين الفنزويليين هي أكبر أزمة لاجئين في تاريخ الأمريكتان حيث هاجر ملايين الفنزويليين من بلدهم الأصلي خلال رئاسي هوغو تشافيز ونيكولاس مادورو بسبب الثورة البوليفارية. كانت الثورة محاولة من قبل تشافيز ومادورو لاحقًا لتأسيس هيمنة ثقافية وسياسية، والتي بلغت ذروتها في أزمة فنزويلا البوليفارية. تمت مقارنة أزمة اللاجئين الناتجة بتلك التي يواجهها المنفيون الكوبيون واللاجئون السوريون والمتضررون من أزمة المهاجرين الأوروبية. نفت الحكومة البوليفارية حدوث أي أزمة هجرة، مشيرة إلى أن الأمم المتحدة وآخرين يحاولون تبرير التدخل الأجنبي داخل فنزويلا.
تشير التقديرات في عام 2020 إلى أن عدد المهاجرين واللاجئين الفنزويليين تجاوز رقم 6 ملايين  وهو نفس عدد اللاجئين من الحرب الأهلية السورية التي بدأت قبل سنوات من تسجيل الأزمة الفنزويلية واعتبرت أسوأ كارثة إنسانية في العالم آنذاك.
ذكرت مجلة نيوزويك أن أزمة «الشتات البوليفاري» بمثابة «تبدل الحال إلى الأسوأ على نطاق ضخم»، بالموازنة مع معدلات الهجرة المرتفعة التي عانت منها فنزويلا في القرن العشرين. هاجر العلماء وأفراد الطبقات الرفيعة من المجتمع الفنزويلي في البداية إبان فترة رئاسة تشافيز، وبدأت هجرة الطبقات الوسطى والدنيا تزامنًا مع تزايد سوء الوضع في البلاد. سببت الأزمة هجرة عقول أثرت على الأمة الفنزويلية بشدة جراء الأعداد الكبيرة للمهاجرين المتعلمين أو الحرفيين المهرة. غادر معارضو الرئيس مادورو البلادَ بعد خيبة الأمل التي أصابتهم جراء فشل المعارضة السياسية، ما أدى إلى ازدياد الدعم لصالح حكومة مادورو. طُلب من الفنزويليين التعبير عن رغبتهم في هجرة البلاد إبان الأزمة مرارًا، وأوضح أكثر من 30% من الأشخاص الذين شملهم استبيان ديسمبر عام 2015 أنهم يخططون للهجرة بصورة دائمة من فنزويلا. وصلت نسبة الراغبين بالهجرة إلى ضعف المستوى السابق في شهر سبتمبر من العام ذاته وفقًا لمنظمة Datincorp، فعبّر 57% من الفنزويليين حينها عن رغبتهم بالهجرة. بحلول عام 2019، هاجر أكثر من 4 مليون فنزويلي -نحو 13% من تعداد سكان البلاد- منذ اندلاع الثورة عام 1999.
تنبأت الأمم المتحدة بازدياد عدد المهاجرين المُسجلين إلى 5 مليون شخص بحلول نهاية العام 2019، وهو رقم يعادل نسبةً من السكان تزيد عن 15%. أشارت دراسة أجرتها مؤسسة بروكينغز، في نهاية العام 2018، أن عدد المهاجرين قد يصل إلى 6 مليون شخص -نحو 20% من سكان فنزويلا في عام 2017- بحلول نهاية عام 2019، في حين أشار اقتراع أجرته منظمة Consultares 21 وصول عدد الفنزويليين الفارين من البلاد إلى 6 مليون شخص. توضّح التقديرات في عام 2020 أن عدد المهاجرين واللاجئين الفنزويليين تجاوز حاجز الـ6 مليون، وهو عدد مساوٍ لعدد اللاجئين الفارين من الحرب الأهلية السورية في تلك الفترة، وهي الحرب التي بدأت قبل أعوام من تسجيل بداية الأزمة الفنزويلية، ووُصفت حينها بأسوأ كارثة إنسانية في العالم.
تُعدّ أزمة اللاجئين الفنزويليين إحدى أقل أزمات اللاجئين تمويلًا في التاريخ الحديث حاليًا، وفق ما أشارت إليه تقديرات مؤسسة بروكينغز ومبعوث منظمة الدول الأمريكية الخاص بأزمة اللاجئين الفنزويلية، ديفيد سمولانسكي.

## تاريخ

### الأزمة في فنزويلا

#### الأزمة الرئاسية
أعلن خوان غوايدو نفسه الرئيس المؤقت للبلاد بالنيابة نحو العام 2019، وهو رئيس الجمعية الوطنية الفنزويلية، مسبّبًا أزمة رئاسية. حاول غوايدو قيادة انتفاضة عسكرية في 30 أبريل سنة 2019 لإزاحة مادورو عن السلطة، لكن الخطة فشلت في النهاية. ازدادت الهجرة مجددًا عندما أدرك الفنزويليون أنهم لن يشهدوا تغييرات ملحوظة جراء أخطاء المعارضة. بالتزامن مع غياب أفق التغيير السياسي في فنزويلا، قدّر مركز استطلاع الآراء الفنزويلي Consultores 21، بعد إجراء استبيانٍ في يوليو من عام 2019، عدد الفنزويليين الذين هاجروا من البلاد، ووضع الرقم بين 4.7 مليون و6 مليون شخص. في تلك الفترة، عُدّت أزمة اللاجئين الفنزويليين في المرتبة الثانية من ناحية أسوأ أزمات اللاجئين بعد تلك التي خلّفتها الحرب الأهلية السورية. استطاع مادورو ترسيخ حكمه بحلول نهاية العام 2019 وإحباط المعارضة، ما أدى إلى هجرة منتقدي الحكومة من البلاد وتمتّع مادورو بدعم أولئك الذين بقوا في فنزويلا.

## الأسباب
استشهدت صحيفة إل يونيفرسال الفنزويلية بدراسةٍ أعدتها جامعة فنزويلا المركزية تحت عنوان المجتمع الفنزويلي في المهجر: أسلوب نفي جديد، وضعها توماس بايز ومرسيدس فيفاس وخوان رافاييل بوليدو. جاء في الدراسة أن أزمة الشتات البوليفاري سببها «تدهور الاقتصاد والنسيج الاجتماعي، وتفشي الجريمة، وفقدان الأمل في تغيير القيادة السياسية في المستقبل القريب أو التشكيك في ذلك». قالت صحيفة وول ستريت جورنال أن «عمّال الياقات البيضاء الفنزويليين فرّوا من البلاد جراء ارتفاع معدلات الجرائم والتضخم المرتفع بشدة وتوسّع هيمنة الدولة». تشير الدراسات التي تشمل مواطني فنزويلا الحاليين والسابقين إلى أسباب متعددة وراء مغادرة البلاد، مثل غياب الحريات وارتفاع مستويات انعدام الأمن وشحّ الفرص، لكن أوسكار إرنانديز،مدير Link Consulting، أوضح أن أسباب الهجرة تشمل مشكلات اقتصادية، لكن الشكوك في إصلاح الوضع القانوني وانعدام الأمن هي السبب الرئيس.

### الجريمة وانعدام الأمن
يُعدّ معدل الجرائم في فنزويلا سبب الهجرة الرئيس، ووفقًا لعالم الاجتماع توماس بايز، يحثّ الآباء والأجداد الفنزويليون شباب البلاد على مغادرتها حرصًا على سلامتهم.
تدهور الوضع في فنزويلا في عهد الرئيس هوغو تشافيز بالتزامن مع زيادة العنف وعدم الاستقرار السياسي. يدعي غاريث إيه. جونز ودينيس رودجرز، في كتابهما عنف الشباب في أمريكا اللاتينية: منظور العصابات وإدارة شؤون قضاء الأحداث، أن تغيّر النظام الذي جلبته رئاسة تشافيز أدى إلى نزاع سياسي، وتميّز بـ«زيادةٍ إضافية في عدد ومعدل الوفيات المرتبطة بالعنف». يتفق روبرتو بريسينيو ليون مع هذا الطرح، وأوضح أن الثورة البوليفارية حاولت «تدمير ما وُجد سابقًا، أي الوضع الراهن للمجتمع»، فكانت النتيجة مزيدًا من انعدام الاستقرار. يعتقد ليون أيضًا أن الحكومة عزّزت تلك المشكلات الاجتماعية عبر نسب العنف والجريمة إلى الفقر واللامساواة، والتباهي بتقليص هاتين المشكلتين بالتزامن مع ازدياد معدل جرائم القتل في فنزويلا. ينسب الخبراء ارتفاع معدلات جرائم القتل عقب رئاسة تشافيز إلى فساد السلطات الفنزويلية والرقابة الضعيفة على الأسلحة وضعف النظام القضائي. ارتفعت معدلات الجرائم من 25 قتل جريمة ضد كلّ 100 ألف شخص في عام 1999 (سنة انتخاب تشافيز) لتصل إلى 82 جريمة قتلٍ ضد كلّ 100 ألف شخص في عام 2014.
في عام 2018، قُدر عدد الوفيات بنحو 84.1 من بين كلّ 100 ألف شخص، وهو أعلى معدل في أمريكا اللاتينية. يجعل هذا الرقم من العنف، وفقًا لمعايير منظمة الصحة العالمية، حالة متفشّية في 88% من بلديات الدولة. تدّعي تقديرات أخرى أن فنزويلا تعاني من أعلى معدلات الخطف في المنطقة، وتقول أن عمليات الخطف ازدادت بمعدّل 20 ضعف في عام 2011 مما كانت عليه في رئاسة تشافيز. لوحظ أيضًا ارتفاع معدل حالات الإعدام خارج نطاق القانون، والتي تجريها القوات الحكومية المعروفة باسم قوات العمل الخاصة، تحت غطاء العمليات الأمنية. سُجلت في فنزويلا بين 7500 إلى 23 ألف حالة وفاة ناجمة عن العنف في عام 2011، سببها مقاومة سلطة الدولة. وسُجلت 2100 حالة وفاة مماثلة بين شهري يناير ومايو من عام 2019.
انخفض معدل جرائم القتل بنحو ملحوظ بين عامي 2017 و2020، وفي عام 2018، بدأ معدل جرائم القتل في فنزويلا بالانخفاض -بعد أن وُصف بالأعلى عالميًا- ليصل إلى 81.4 من بين كلّ 100 ألف شخص وفقًا لمرصد العنف الفنزويلي، وأوضحت المنظمة أن هذا الميل الهابط ناتجٌ عن هجرة ملايين الفنزويليين من البلاد في تلك الفترة. استمرّ معدل جرائم القتل بالانخفاض ليصل إلى 60.3 حالة وفاة في عام 2019.

### الاقتصاد
كان الوضع الاقتصادي في البلاد من العوامل المحفزة على الهجرة الجماعية للسكان. ظهرت الأزمة الاقتصادية الفنزويلية، والتي تُعد إحدى أشد الأزمات الاقتصادية الحديثة، جراء انخفاض أسعار النفط في عام 2014 والاستجابة الحكومية الرديئة، ما أدى إلى تفاقم الأزمة وصولًا إلى ركود عام 2017 الذي يُعد واحدًا من أسوأ حالات الركود في تاريخ نصف الكرة الغربي الحديث.
هاجر العديد من ملّاك الأعمال التجارية إلى بلدان أخرى تتمتع بنموٍ اقتصادي منذ اندلاع الثورة البوليفارية، فتُعدّ الأزمة الاقتصادية التي شهدتها فنزويلا أسوأ من الأحداث التي أعقبت تفكك الاتحاد السوفيتي. فرض هوغو تشافيز رقابة نقدية على صرف العملات في عام 2003 سعيًا لمنع هروب رأس المال، لكن هذا الإجراء تلته سلسلة من تخفيضات قيمة العملة التي أدت إلى تعطّل الاقتصاد الفنزويلي. سبّبت مراقبة الأسعار والسياسات الحكومية الأخرى عجزًا اقتصاديًا شديدًا في فنزويلا، فدفع العجز الفنزويليين إلى البحث عن الطعام (تناول الفاكهة البرية أو القمامة أحيانًا)، والانتظار لساعات في الطوابير، والاستغناء عن بعض المنتجات.
وجد تحليلٌ من معهد غالوب، صدر عام 2018، أنّ «القرارات الحكومية أدت إلى أزمة تتميّز مفعول الدومينو، وتستمر بالانزلاق نحو الأسوأ، مسببةً عجز السكان عن تأمين الحاجات الأساسية الضرورية كالطعام والمسكن، لذا يعتقد الفنزويليون أنهم قادرون على البحث عن حياة أفضل في مكانٍ آخر».
يشهد اقتصاد فنزويلا حاليًا فتراتٍ من التضخم المصحوب بالركود وانخفاض قيمة العملة، بالإضافة إلى أزمة سكن ودين خارجي متفاقم، وانخفاض بنسبة تزيد عن 35% في الناتج المحلي الإجمالي، فضلًا عن انكماش الاقتصاد الفنزويلي، وفقًا لبيانات صندوق النقد الدولي، بنسبة 45% بين سنتي 2013 و2018. تجاوز معدّل التضخم الفنزويلي نسبة 100% بحلول عام 2015، ليكون أعلى معدل تضخم في العالم والأعلى في تاريخ البلاد. بحلول نهاية عام 2018، ارتفع هذا المعدل ليصل إلى نسبة 1.35 مليون بالمئة، ومن المتوقع أن ينخفض الناتج المحلي الإجمالي بنسبة إضافية تبلغ 25% بحلول نهاية عام 2019.